# Menhir auf der Mechelner Heide
Der Menhir auf der Mechelner Heide steht im 2006 eröffneten Nationalpark Hoge Kempen (niederländisch Nationaal Park Hoge Kempen) auf der Mechelner Heide westlich von Maasmechelen, nahe der Grenze zu den Niederlanden, in der Provinz Limburg in Belgien.
Der Menhir steht neben einem etwas kleineren liegenden Stein. Etwa 40 Meter südlich befinden sich zwei weitere größere Steine. Wahrscheinlich stammen sie von einem ehemaligen Steinbruch. In der Nähe befindet sich ein ausgeschilderter Wanderweg des Nationalparks Hoge Kempen.